# Gare centrale de Lübeck
La gare centrale de Lübeck (en allemand : Lübeck Hauptbahnhof) est une gare ferroviaire allemande, située au centre de la ville de Lübeck dans le land de Schleswig-Holstein.

## Situation ferroviaire

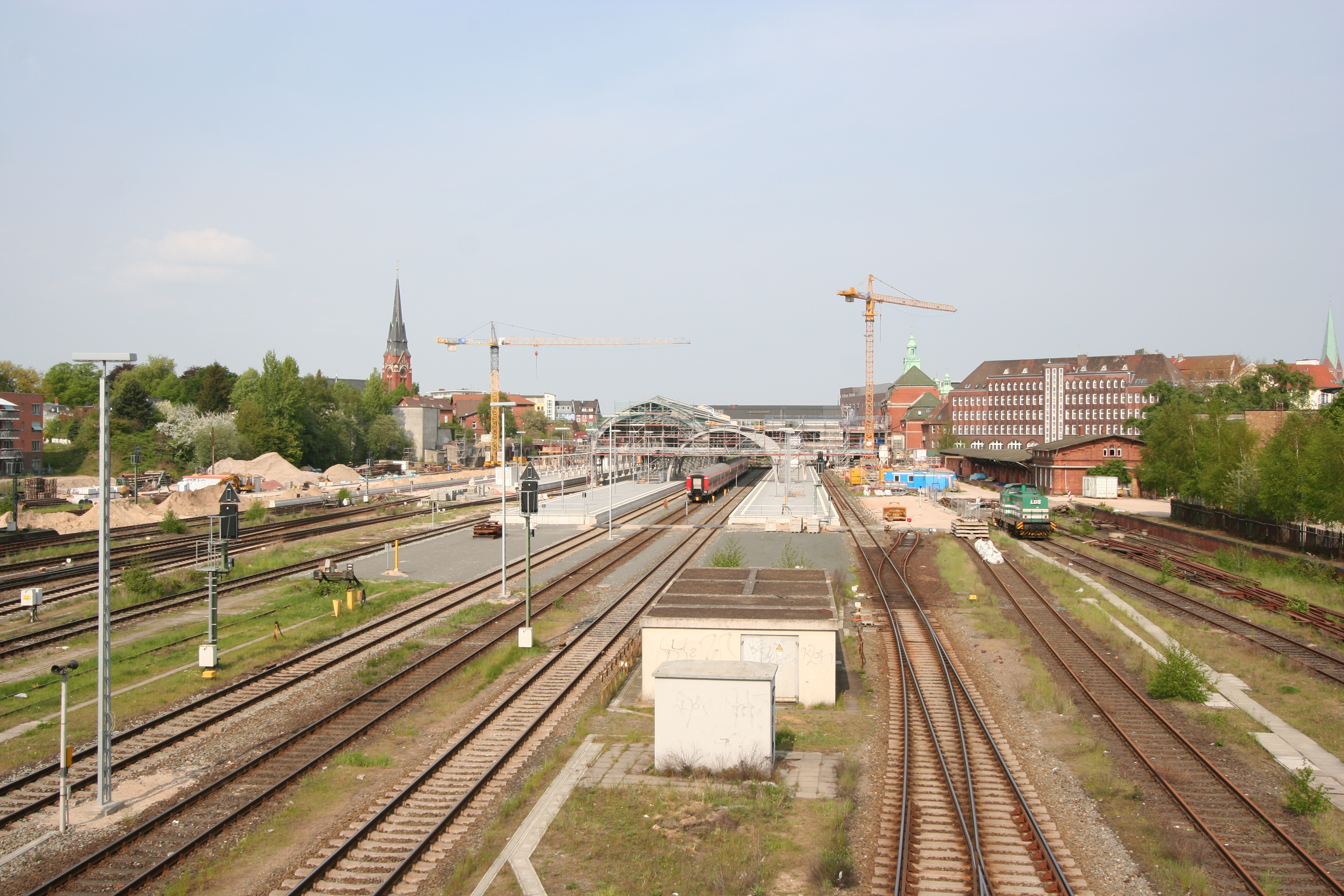
Vue générale des voies

Lübeck, située au nord du pays, est au centre d'une étoile d'où partent six grandes lignes ferroviaires vers Hambourg, Kiel, Puttgarden, Bad Kleinen, Lübeck-Travemünde et Lüneburg.

## Histoire

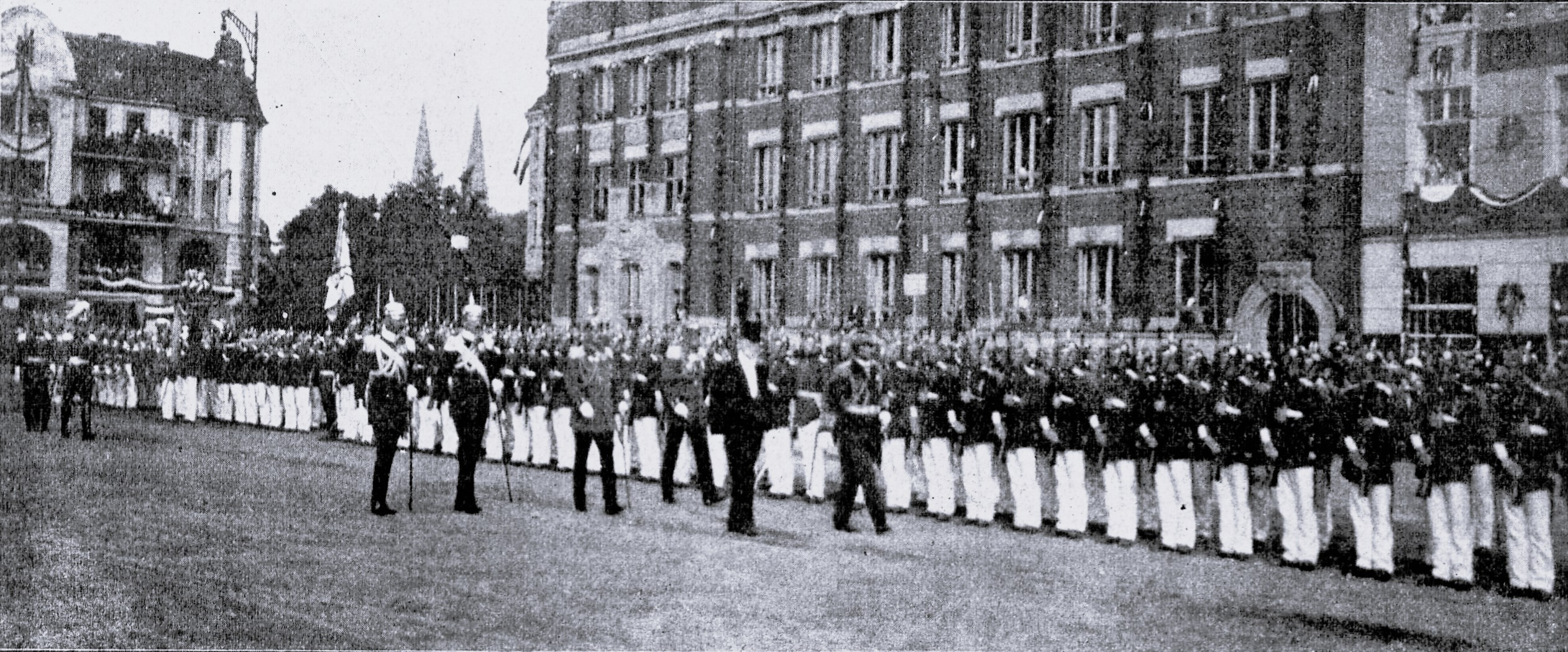
Guillaume II, empereur allemand, avant la gare le 9 aout, 1913
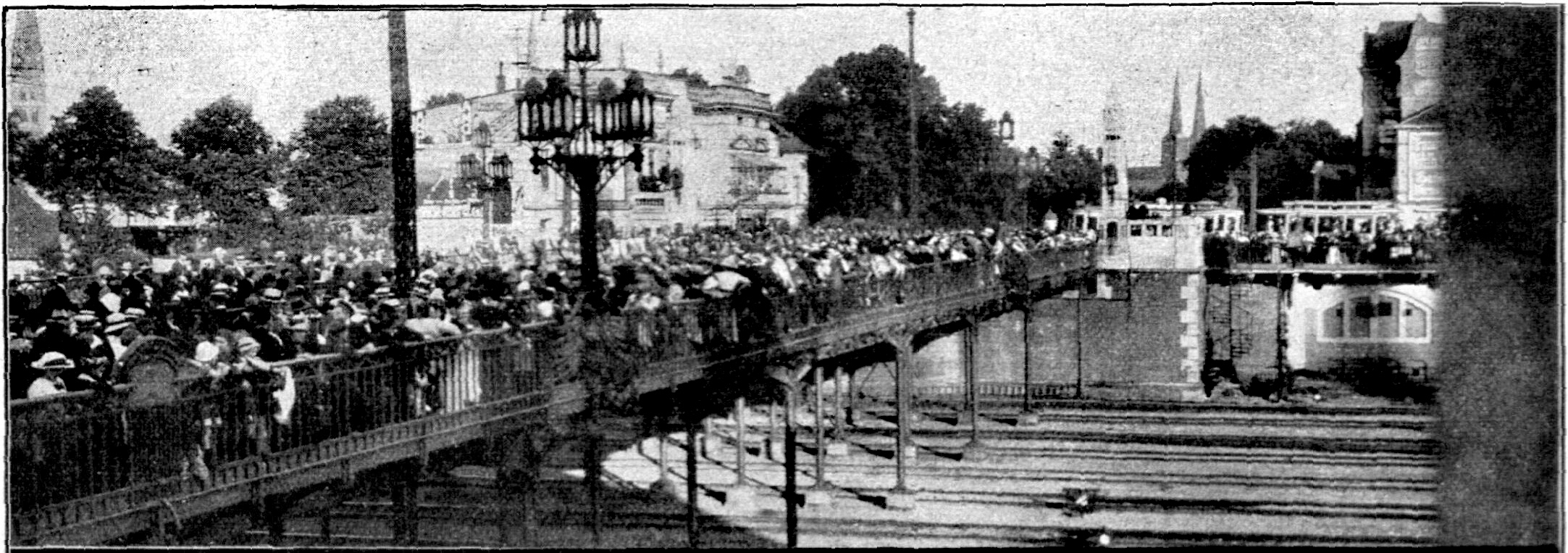
On attend le départ du régiment
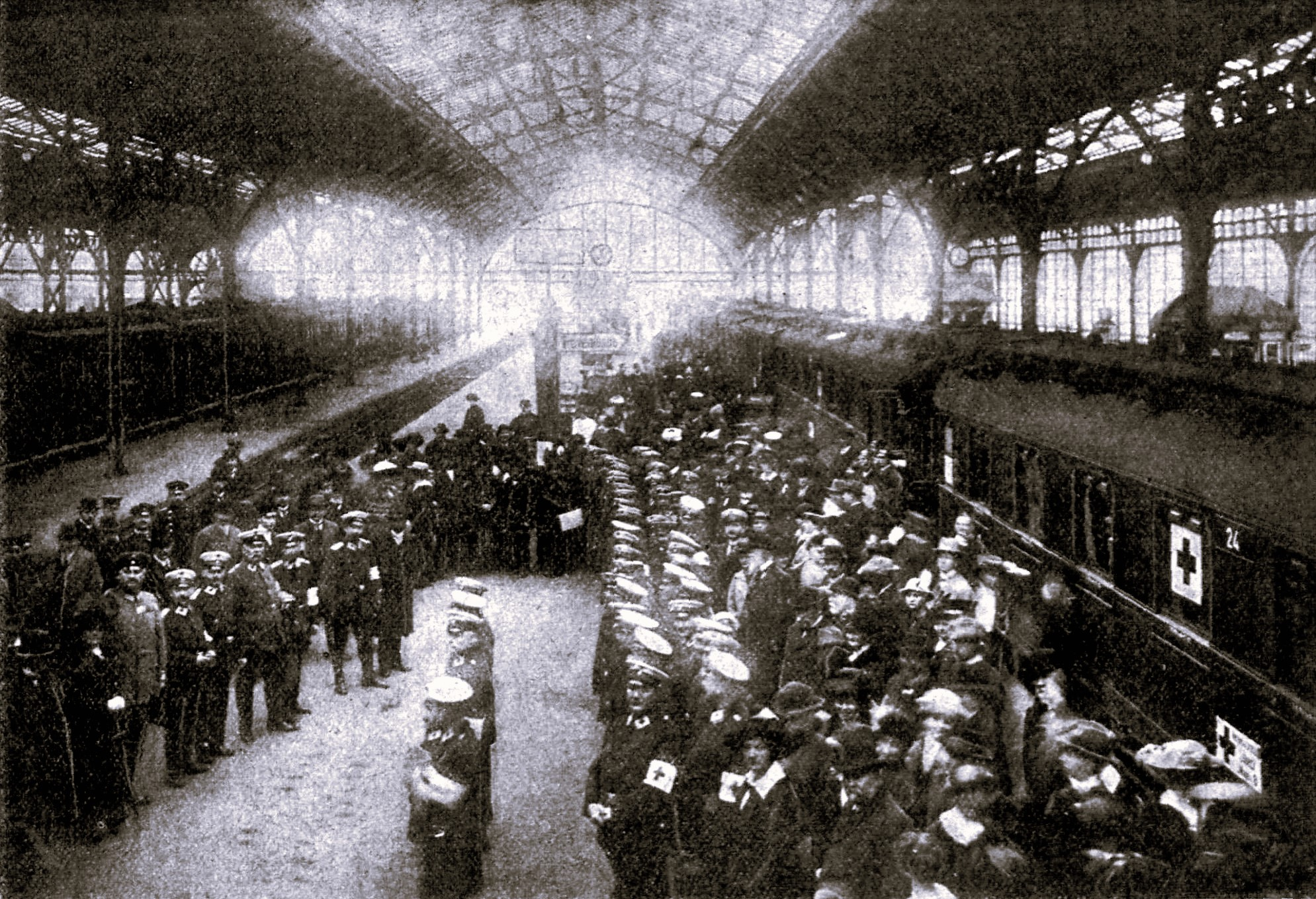
Départ du train de l'hôpital de Lübeck le 27 octobre, 1914
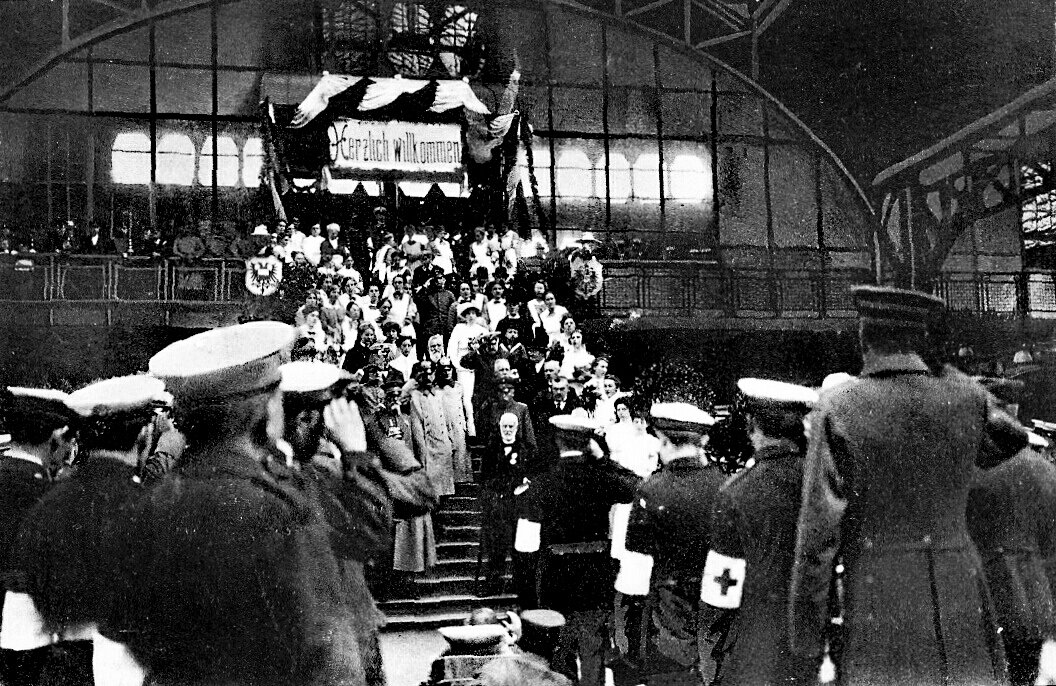
Arrivée de la venue de l'échange de captivité blessés russes sur la Hauptbahnhof Lübeck le 2 septembre 1915
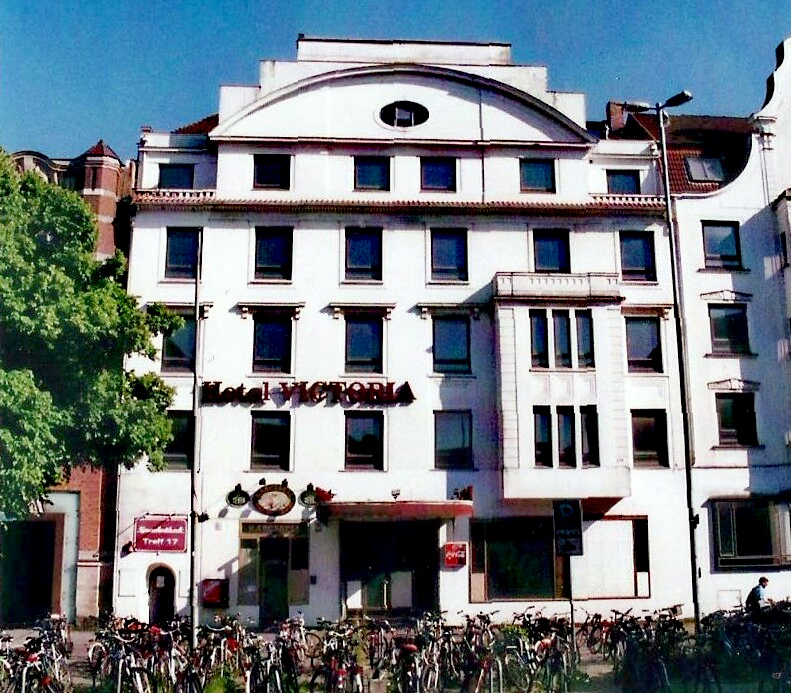
Tous situés dans des officiers supérieurs étaient Lübeck le soir du 6 Novembre 1918 à l'«Hotel International», Am Bahnhof Nr. 17, interné[1].
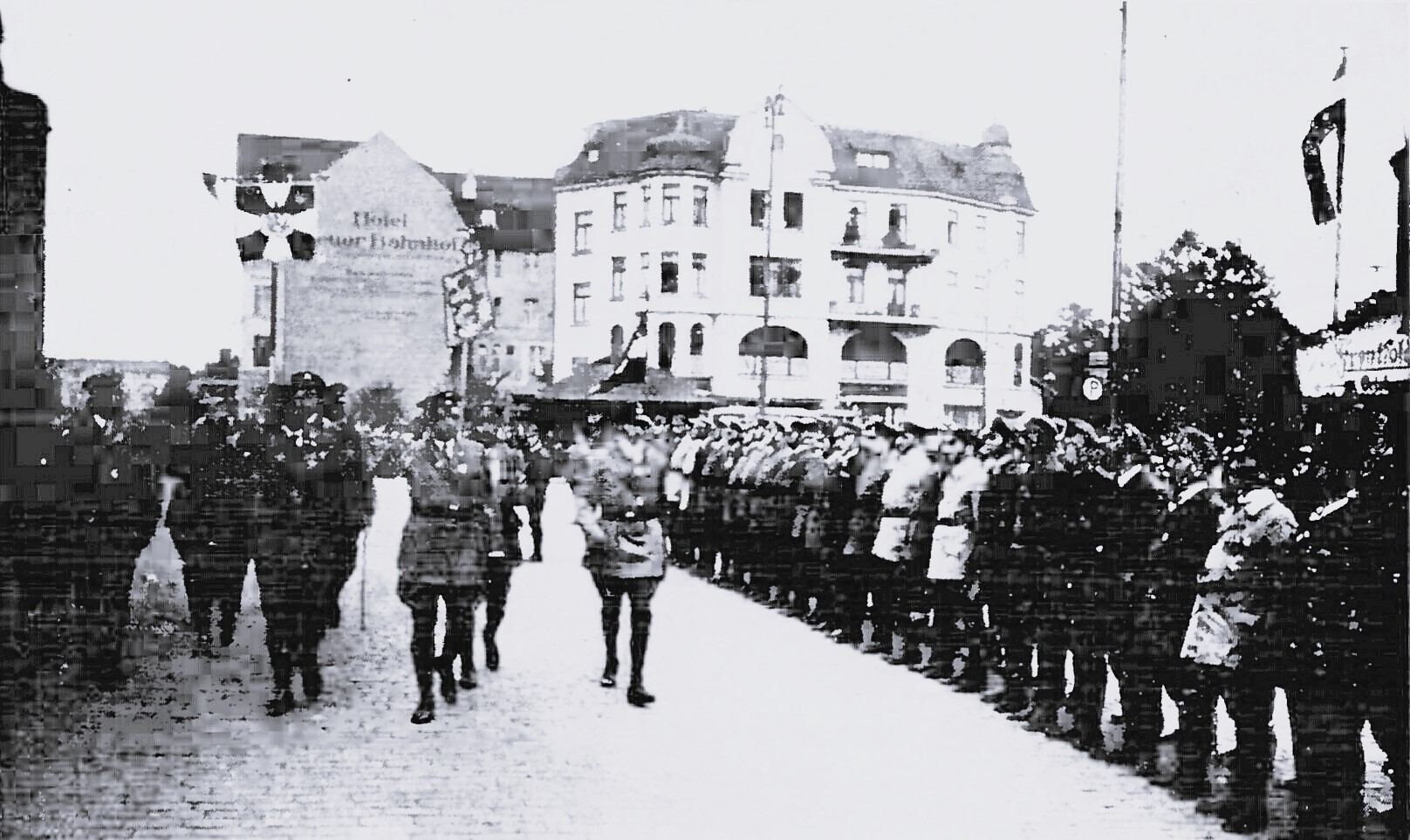
Franz Seldte enlève le devant de la compagnie d'honneur au jour de Stahlhelm- und Treubund (1927).

La gare a été ouverte en 1908.